# میساکی، چیبا
میساکی، چیبا (به لاتین: Misaki) یک منطقهٔ مسکونی در ژاپن است که در کانتو واقع شده‌است. میساکی ۱۵٬۲۷۳ نفر جمعیت دارد.